# نيني كارلينا
نيني كارلينا واسمها الحقيقي نينيك هيرلينا (12 يوليو 1976) هي مغنية إندونيسية.

## الألبومات
- 1992: Gantengnya Pacarku
- 1995: Tembang Cinta
- 1997: Bulan Andung-Andung
- 2000: Harap Maklum
- 2002: Panah Asmara

## روابط خارجية
- نيني كارلينا على إنستغرام